# Porta Portuensis
La Porta Portuensis est une porte antique de Rome faisant partie du mur d'Aurélien. Située au sud de la ville sur la rive droite du Tibre, elle ouvrait sur la via Portuensis.

## Histoire
En 1644, lui fut substituée la porta Portese.